# Cybosia cremella
Cybosia cremella là một loài bướm đêm thuộc phân họ Arctiinae, họ Erebidae.